# Baškaus
Il Baškaus (in russo Чулышман? è un fiume nella parte asiatica della Russia, nella Siberia meridionale. Affluente del Čulyšman, scorre nell'Ulaganskij rajon della Repubblica dell'Altaj.
Ha preso il nome del fiume un sistema di valli sul pianeta Marte.

## Geografia

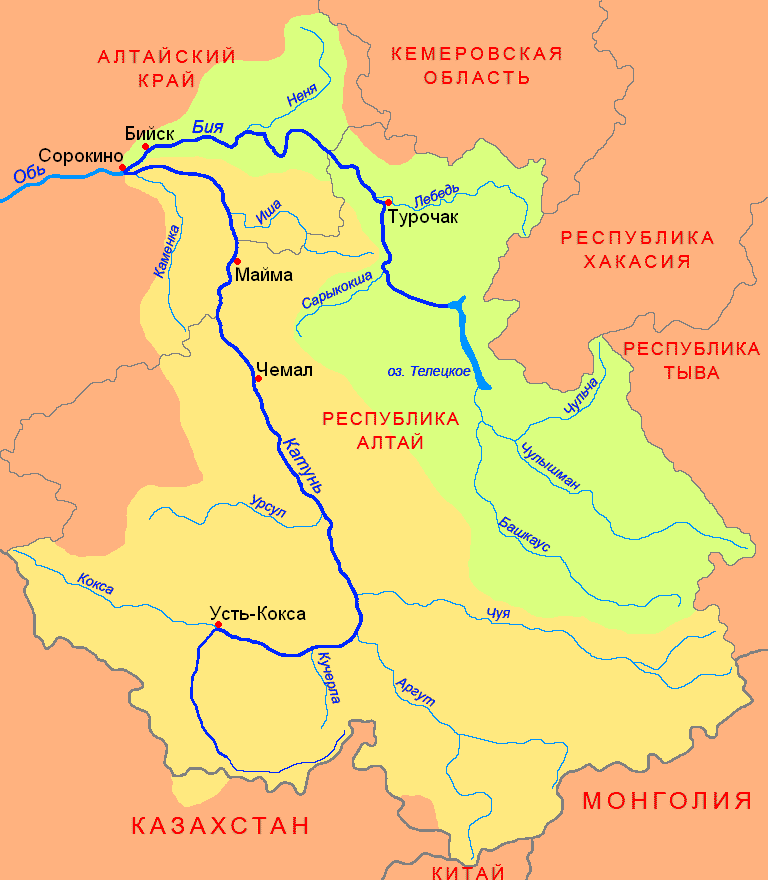
Bacino del Katun' e della Bija (visibile a destra il corso del Čulyšman e del suo affluente Baškaus).

Il Baškaus ha origine da un piccolo lago glaciale all'estremità orientale dei monti Kurajskij (Курайский хребет), una catena degli Altaj orientali, a un'altezza di 2 525 m, attraversa l'altopiano di Ulagan e confluisce (da sinistra) nel Čulyšman, 22 km prima che quest'ultimo sfoci del lago Teleckoe. La lunghezza del fiume è di 219 km, l'area del bacino è di 7 770 km². Tra i numerosi affluenti, il principale (di sinistra) è il fiume Čebdar. 
Gli insediamenti lungo le rive del fiume sono: Ulagan (centro amministrativo del rajon) e  i villaggi  di Čibilja (Чибиля), Caratan (Саратан), Kara-Kudjur (Кара-Кудюр) e Kokbeš (Кокбеш).
A Ulagan, attraversa il fiume un ponte dell'autostrada regionale Aktaš-Ulagan-Balyktujul' che collega la valle del Baškaus alla cosiddetta «Čujskij trakt», l'autostrada federale cha va da Novosibirsk al confine mongolo.

## Rafting
Gran parte del corso del Baškaus si trova in una stretta valle profonda. A causa della sua natura montuosa e del gran numero di rapide, cascate e altri ostacoli, sono popolari le impegnative discese di rafting lungo il fiume (indice di difficoltà: livello V-VI).